# Szlavjanszki járás

A Szlavjanszki járás a Krasznodari határterületen

A Szlavjanszki járás (oroszul Славянский муниципальный район) Oroszország egyik járása a Krasznodari határterületen. Székhelye Szlavjanszk-na-Kubanyi.

## Népesség
- 1989-ben 59 266 lakosa volt.
- 2002-ben 66 129 lakosa volt, melyből 62 183 orosz (94%), 1 530 ukrán, 555 örmény, 303 fehérorosz, 213 német, 156 török, 136 tatár, 62 cigány, 58 azeri, 50 görög, 47 grúz, 8 adige.
- 2010-ben 65 711 lakosa volt.